# 森特維爾 (喬治亞州格威內特縣)
森特維爾（英語：Centerville）是位於美國喬治亞州格威內特縣的一個非建制地區。該地的面積和人口皆未知。

## 地理
森特維爾的座標為33°48′13″N 84°02′35″W / 33.80361°N 84.04306°W，而該地的平均海拔高度為282米（即925英尺）。